# 六八體
六八體（越南语：／）是越南傳統詩歌形式，所謂“六八”是指詩句以六字和八字的形式重複交替，其格律要求是“平平仄仄平平，平平仄仄平平仄平”。六八體在15世紀後開始流行，由於結構簡單，韻律比較靈活自由，適合於敷衍故事，人們紛紛用其來創作長篇敘事詩。
六八體代表詩作如阮攸的《金雲翹傳》和阮氏碧的《幸蜀歌》。